# Echeveria gigantea
Echeveria gigantea ist eine Pflanzenart aus der Gattung der Echeverien (Echeveria) in der Familie der Dickblattgewächse (Crassulaceae). Das Artepitheton gigantea stammt aus dem Lateinischen und bedeutet ‚enorm groß‘ und bezieht sich auf die Größe der Blattrosette.

## Beschreibung
Echeveria gigantea erreicht Wuchshöhen von bis zu 50 Zentimeter. Der für gewöhnlich unverzweigte Trieb hat einen Durchmesser von 2 bis 3 Zentimeter. Die Blattrosetten werden 15 bis 20 Zentimeter im Durchmesser. Die breit verkehrt eiförmig-spateligen Blätter sind stumpf und besitzen ein aufgesetztes Spitzchen. Sie sind 15 bis 20 Zentimeter lang, 8 bis 10 Zentimeter breit, grün und an den Rändern purpurrot.

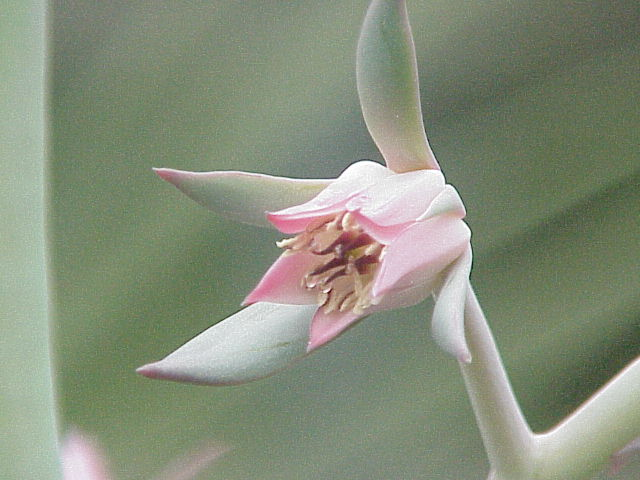
Blüte von Echeveria gigantea

Der cymös-rispige Blütenstand wird 1 bis 2 Meter hoch und besteht aus 7 oder mehr Wickeln mit jeweils 7 bis 16 Einzelblüten. Der Blütenstiel wird 2 bis 8 Millimeter lang. Die ausgebreiteten bis zurückgebogenen und sehr ungleichen Kelchblätter werden bis 15 Millimeter lang. Die rosarote und schwach glauke Blütenkrone ist 5-kantig geformt und wird 12 bis 17 Millimeter lang und 9 Millimeter im Durchmesser. 
Die Blütezeit ist September bis Oktober.
Die Chromosomenzahl beträgt 2n = ca. 94, ca. 108 oder ca. 156.

## Verbreitung und Systematik
Echeveria gigantea ist in den mexikanischen Bundesstaaten Puebla und Oaxaca verbreitet.
Die Erstbeschreibung erfolgte 1910 durch Joseph Nelson Rose und Joseph Anton Purpus.

## Nachweise